# Adams County (Indiana)
Adams County ist ein County im Bundesstaat Indiana der Vereinigten Staaten. Der Verwaltungssitz (County Seat) ist Decatur. Das U.S. Census Bureau hat bei der Volkszählung 2020 eine Einwohnerzahl von 35.809 ermittelt.

## Geographie
Das Adams County liegt im Nordosten von Indiana. Die Nachbarcountys sind (im Norden startend im Uhrzeigersinn):
- Allen County
- Van Wert County
- Mercer County
- Jay County
- Wells County

## Geschichte
Das Adams County wurde am 1. März 1836 gebildet. Benannt wurde es nach John Quincy Adams, dem sechsten Präsidenten der Vereinigten Staaten. Das heute noch benutzte Bezirksgerichtsgebäude wurde 1872–73 erbaut.
Acht Bauwerke und Stätten des Countys sind im National Register of Historic Places eingetragen (Stand 30. August 2017).
Etwa 18,5 % der Bevölkerung im Adams County sind Berndeutsch sprechende Amische, die seit 1840 im County siedelten und die größte „schweizerdeutsche“ Gruppe von Amischen im County sind: In 58 Gemeinden leben etwa 8600 Personen.

## Einzelnachweise

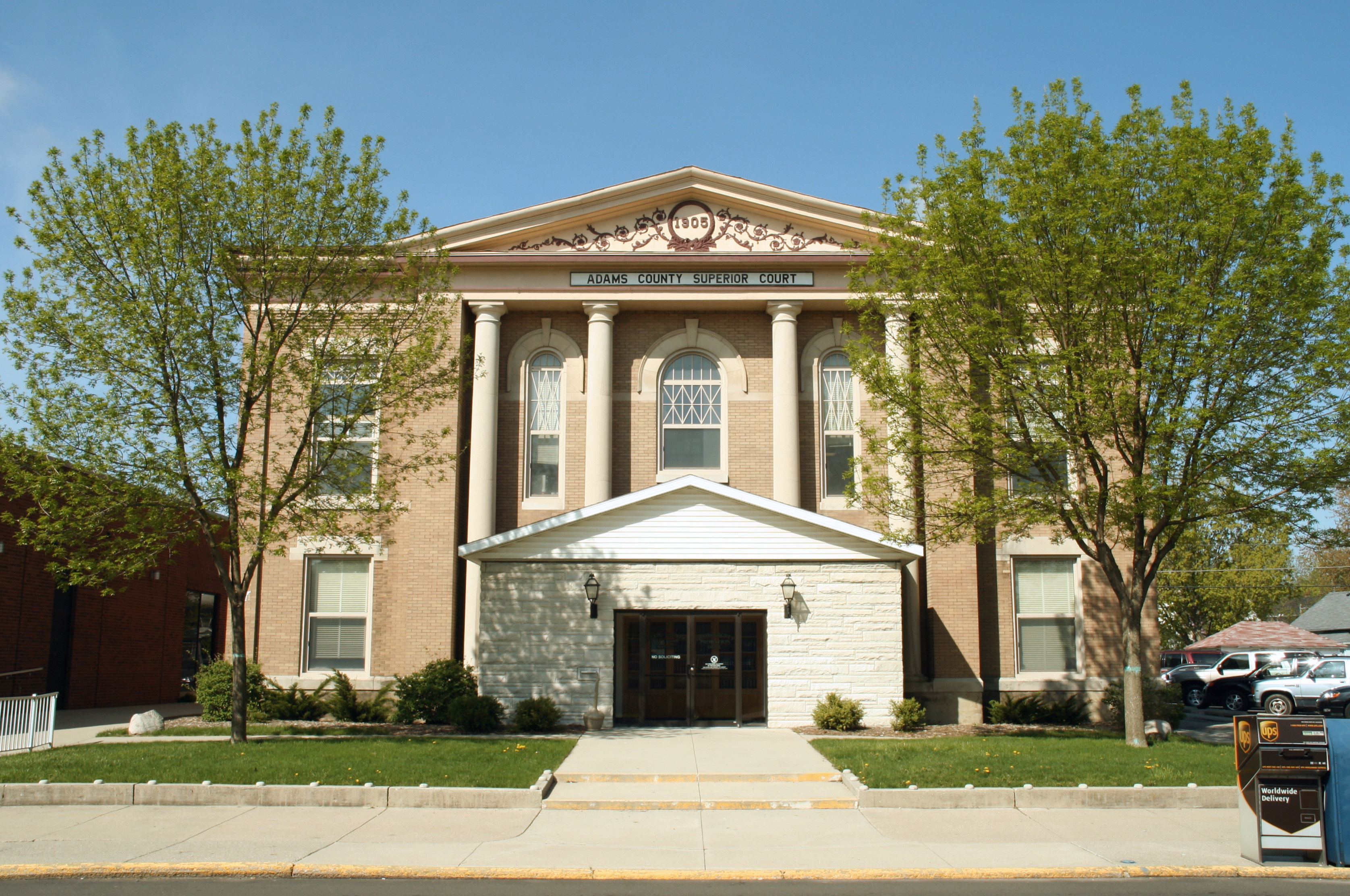
Gerichtsgebäude in Decatur